# 埃克布拉德冰川
83°4′S 167°17′E / 83.067°S 167.283°E
埃克布拉德冰川（英語：Ekblad Glacier）是南極洲的冰川，全長15公里，流經霍蘭山脈東坡，最終注入韋斯灣，該冰川以美國海軍登陸物質運輸艦的船長命名。